# کارل کسل
کارل کسل (متولد ژانویه ۷، ۱۹۵۹ در نیویورک) یک نویسنده کمیک و خواننده آمریکایی که آثارش در درجه اول تحت قرارداد برای دی‌سی کامیکس بوده است.